# 超・ちゃぶ台返し!その2
『超・ちゃぶ台返し!その2』（ちょう・ちゃぶだいかえし その2）は、タイトーが提供しているアーケードゲームであり、『超・ちゃぶ台返し!』の続編である。2010年10月下旬より稼動。

## 概要
前作同様、60秒以内にちゃぶ台型コントローラーを叩いてひっくり返す（＝ちゃぶ台返し）だけの、ストレス発散を目的としたゲームである。

## 追加要素
ストーリーモードには新たなステージとして、葬式編、アルバイト編、学校編が追加されている。また、ストーリーモードの追加要素として人物キャラクターにオブジェクトが衝突すると、そのオブジェクトの種類によって人物キャラクターが汚れたり、怪我をしたり、焦げたりする。この場合、汚れたらクリーニング代、怪我をしたら治療費、焦げたら火傷の治療費が被害総額に加算される。また、ちゃぶ台をひっくり返した後オブジェクト破壊率とちゃぶ台の最高速度が表示される。それに加え、今回は複数のプレイヤーがちゃぶ台返しをし、ちゃぶ台の上に置かれたオブジェクトの最高飛距離を競う「競技大会」モードもある。

## 登場人物

### メインキャラクター
則勝（のり まさる）
前作から引き続き登場。まさ子の夫で、清美・将太の父。葬式編の主人公で、突然死してしまった自分の葬式で幽霊となって登場するものの、適当な坊主にキレて自分の入っていた棺をひっくり返してしまう。挿入歌「リセット人生」の歌唱が終ると生き返り、皆を驚かせる。競技大会モードでは1P側のキャラクターとして登場する。なお、ワンポイントアドバイスによると死因は怒り過ぎた事らしい。また、彼の屍は100円である。生き返った翌日からは普通に仕事を再開したらしい。
則まさ子（のり まさこ）
前作から引き続き登場。勝の妻で、清美・将太の母。今作の追加ステージでは主人公になっていないが、葬式編では夫の死に悲しむ姿を見せており、学校編では掃除用具入れの中に入っていた。競技大会モードでは2P側のキャラクターとして登場する。
則清美（のり きよみ）
前作から引き続き登場。将太の姉で、勝・まさ子の娘。アルバイト編の主人公で初めてハンバーガーショップでアルバイトをしたものの、横柄な客やしつこく迫ってくる店長にキレてカウンターテーブルをひっくり返してしまう。葬式編にも登場しており、悲しむ母を弟と一緒に慰めたり子供をあやしていたりしている。競技大会モードでは3P側のキャラクターとして登場する（姿は前作のお茶の間編での姿）。
則将太（のり しょうた）
前作から引き続き登場。清美の弟で、勝・まさ子の息子。学校編の主人公で、母校での教育実習中落ち着きの無い生徒に学級崩壊寸前になり、教卓をひっくり返してしまう。競技大会モードでは4P側のキャラクターとして登場する（姿は前作のお茶の間編での姿）。また、アルバイト編でも彼らしき人物が登場し、携帯ゲームに興じている。

### サブキャラクター
坊主（ぼうず）
本作初登場。葬式編に登場する適当な坊主で、酒を飲みながらお経を唱えている。
則清美の子供（のり きよみのこども）
本作初登場。清美と前作の結婚披露宴編の登場人物の新郎の間に生まれた子供。名前、性別共に不明。葬式編に登場しており、清美にあやされていたり、清美がまさ子を慰めてる間に将太の上司（課長）に抱かれていたりする。
ヒカル
前作から引き続き登場。今回はホストクラブ編に加え葬式編にも登場。悲しむまさ子に「もちろん僕もついてるよ」と慰めることがある。
コギャル
前作から引き続き登場。今回はホストクラブ編に加え葬式編にも登場。
中年ホスト（ちゅうねんホスト）
前作から引き続き登場。今回はホストクラブ編に加え葬式編にも登場。
同僚（どうりょう）
前作から引き続き登場。今回はオフィス編に加え葬式編にも登場。相変わらずポッキーを食べている。
課長（かちょう）
前作から引き続き登場。今回はオフィス編に加え葬式編にも登場。葬式中にも関わらず寝るのは相変わらずで清美がまさ子を慰めている間に清美の子供を抱いている。
店長（てんちょう）
本作初登場。アルバイト編に登場しハンバーガーショップ・チャブウェイバーガーの店長で清美に好意を寄せており、清美にしつこく迫っている。
チャブウェイバーガーの客（チャブウェイバーガーのきゃく）
本作初登場。アルバイト編に登場するチャブウェイバーガーの客で6人いる。2人いる女子高生風の金髪で褐色の肌をしている方の客はお茶の間編の清美と同じ台詞（台詞だけでなく声も同じ）を言う。子連れのおばさんは清美に理不尽な態度を取っている。
犬を連れた老人（いぬをつれたろうじん）
本作初登場。アルバイト編に登場しチャブウェイバーガーの入り口の前で犬を連れて立っている。特定のタイミングでちゃぶ台返しをすると驚いて車道に出てしまいタクシーに轢かれそうになる（秘技・危機一髪）。
生徒（せいと）
本作初登場。学校編に登場し将太の母校の生徒で9人いる。全員落ち着きがなく遅刻したり早弁したり物を投げるなどやりたい放題で学級崩壊してしまい将太の怒りを買ってしまう。

## ストーリーモードのステージ
葬式編
主人公は則勝。勝が突然死してしまい、葬式が開かれるが、うろたえる家族と適当な坊主にキレて幽霊となった勝の怒りが爆発してしまい、自分の遺体が入った棺をひっくり返してしまう。ステージ中に、「オフィス編」に出ていた同僚がポッキーを食べながら座っていたり、課長がたまに清美の赤ん坊を抱いたりする。また、「ホストクラブ編」に出ていたヒカルと名無しのホストおよびコギャルも後ろに座っている。ステージ終了間際、勝が生き返り、皆を驚かせる。
秘技
キャットサルト
棺の上の猫を飛ばす。猫が棺桶の上にいる瞬間ひっくり返せば成立。
香典返し
香典の入った箱にオブジェクトを当てる。
盆栽クラッシュ
ステージの奥に有る大き目の盆栽を壊す。
ご先祖登場
蛍光灯を破壊する。
アルバイト編
主人公は則清美。初めてハンバーガーショップ・チャブウェイバーガーでアルバイトをしたものの、横柄な客やしつこく迫る店長にキレて清美の怒りが爆発してしまい、カウンターをひっくり返してしまう。何回か連続でちゃぶ台を叩いていると、左奥のペンダントライトが落ちて、テーブルが壊れることがある。ステージ終了間際、客の子供が「マジで?」と呟く。ワンポイントアドバイスによると、これは清美が高校生の時の話らしい。
秘技
店長スマイル
後ずさりしたおばさんを店長に近づけさせる。店長とおばさんの立ち位置が縦に並んだ時にカウンターをひっくり返すと成功する。
ドライブスルー
オブジェクトをステージの右奥に位置するゴミ箱に当てて中から大量のおもちゃの車を出す（左のゴミ箱を壊しても成立しない）。
危機一髪
タクシーが入口の前にいる老人（または犬）を轢きそうになる。この時、タクシーが店に突っ込みオブジェクトを破壊する事がある。また、店長かおばさん、あるいは女子高生が外に出ている場合、轢きそうになった人物の名前も変わる。
グッバイチャビー
オブジェクトを外にあるマスコットキャラクター、チャビーの頭に当てる。この時、「グッバイ」とメッセージが聞こえる。

学校編
主人公は則将太。母校での教育実習中落ち着きの無い生徒に学級崩壊寸前になり、我慢の限界になった将太の怒りが爆発してしまい、教卓をひっくり返してしまう。教卓の上には、地球儀、サッカーボール、出席簿、コンパス、チョーク、バケツ、ノート、教科書、雑巾が置いてある。
秘技
学級閉鎖
生徒全員（9人）に怪我をさせる。
雨雲実験
オブジェクトをストーブに当てて放水させる。
母親参観
オブジェクトをロッカーに当てて中から母親（まさ子）を出す。この時、「あらやだ」と母親が呟く。服装は前作のホストクラブ編の時と同じ紫のドレス。
地球割り
教卓の上に置いてある地球儀を飛ばして半分に割る。教卓をひっくり返さずとも成立する可能性がある。成功すると「よいしょー」とメッセージが聞こえる。

## 競技大会
最高4人でちゃぶ台返しをし、それぞれのプレイヤーの最高飛距離を競うモード。ちゃぶ台の上に乗せる物は「則家の朝食」「シャンパンタワー」「ウェディングケーキ」「チャブウェイセット」の4種類から選択でき、ランダムに選択することもできる。なお、ランダムに選択すると葬式編のオブジェクトやお茶の間編の隠しオブジェクトのカレーになっている事がある。ひっくり返す数は2回（1回の制限時間は30秒）で、最終記録がもっとも長い人の優勝である。ちゃぶ台を叩くと客席が盛り上がる。軽く小さい物が遠くまで飛びやすい。プレイヤーキャラは1Pは勝、2Pはまさ子、3Pは清美、4Pは将太で、グラフィックはお茶の間編準拠である。